# Ahmed Yasín
El jeque Áhmed Yasín, احمد ياسين (Al-Jura, enero de 1937 - Gaza, 22 de marzo de 2004) fue un político e imán palestino que fundó Hamás (Ala palestina de los Hermanos Musulmanes), una organización militante islamista y nacionalista palestina en la Franja de Gaza, en 1987. Además de ser casi ciego, era tetrapléjico y estaba confinado a una silla de ruedas desde los 12 años, cuando recibió un golpe en la columna vertebral jugando al fútbol en el campamento de refugiados de Chatti, en la Franja de Gaza.
Fue líder espiritual de Hamás tras su fundación, organización calificada de terrorista por Estados Unidos, la UE y otros países. El gobierno israelí lo consideró responsable del asesinato de varios civiles israelíes. En 2004, murió cuando un helicóptero de combate israelí le disparó un misil cuando salía de la oración de Fajr en la ciudad de Gaza. El ataque, en el que también murieron sus dos guardaespaldas y nueve transeúntes, fue condenado internacionalmente, 200 000 palestinos asistieron a su funeral en Gaza.

## Biografía
Yasín nació en Al-Jura cerca de la ciudad de Ascalón, actualmente en Israel, pero siendo niño huyó a Gaza después de que su pueblo fuera destruido en la guerra árabe-israelí de 1948.Su padre, Abdullah Yassin, murió cuando él tenía tres años. Posteriormente, se le conoció en su barrio como Ahmad Sa'ada, en honor a su madre Sa'ada al-Habeel. Así se diferenciaba de los hijos de las otras tres esposas de su padre. Yassin tenía cuatro hermanos y dos hermanas. Él y toda su familia huyeron a Gaza y se instalaron en el campo de al-Shati después de que su pueblo fuera objeto de una limpieza étnica por parte de las Fuerzas de Defensa de Israel durante la guerra árabe-israelí de 1948.
Estudió en la Universidad de al-Azhar de El Cairo (Egipto) tras terminar la educación media, a pesar de su parálisis. No asistió a una madrasa tradicional, lo que le habría dado oficialmente el título de jeque, sino que era así llamado por sus seguidores. La organización Hermanos Musulmanes fue fundada en al-Azhar, y la universidad era un hervidero de la insurgencia islamista y pan-árabe. Yasín se unió a la Hermandad en algún momento durante sus estudios en la Universidad de al-Azhar.
Tras años de desempleo, consiguió un puesto como profesor de árabe en una escuela primaria de Rimal, en Gaza. Al principio, el director, Mohammad al-Shawa, tenía sus reservas sobre Yassin, por la acogida que le darían los alumnos debido a su discapacidad. Sin embargo, según al-Shawa, Yassin los manejó bien y su popularidad creció, especialmente entre los niños más estudiosos. Al parecer, sus métodos de enseñanza provocaron reacciones encontradas entre los padres porque animaba a sus alumnos a asistir a la mezquita dos veces más a la semana. Tener un trabajo fijo le proporcionó estabilidad económica, y en 1960, a los 22 años, se casó con una de sus parientes, Halima Yassin, con la que tuvo once hijos.
Yasín declaró en repetidas ocasiones que la tierra de Palestina está «consagrada para generaciones musulmanas futuras hasta el Día del Juicio» y que «la supuesta paz no es paz y no es sustituto de la yihad y la resistencia».
En 1989 Yasín supuestamente ordenó matar a varios palestinos que, según afirmaba, habían colaborado con las Fuerzas de Defensa de Israel (FDI). También fue declarado culpable de ordenar el asesinato de dos soldados de las FDI. Fue arrestado por Israel por estos crímenes y sentenciado a cadena perpetua, en 1991, por un tribunal israelí. Lo liberaron en 1997 y fue desterrado a Jordania gracias a la intervención del rey Husein. Después de una breve estancia en un hospital, regresó a Gaza.

## Liberación y prominencia
En 1997 salió libre del sistema penal israelí como parte de un arreglo con Jordania tras un fallido intento de asesinato de Jálid Mashal realizado por el Mosad israelí en Jordania. Fue liberado a cambio de dos agentes del Mosad que habían sido arrestados por las autoridades jordanas.
Tras su liberación, volvió a su papel de dirigente espiritual de Hamás. Inmediatamente reanudó sus exhortos a la resistencia a la ocupación israelí incluyendo la justificación de los ataques suicidas contra objetivos israelíes tanto militares como civiles.
Durante las diversas etapas del «proceso de paz» entre Israel y la Autoridad Nacional Palestina (ANP), Yasín fue colocado a menudo bajo arresto domiciliario por la ANP. Cada vez que esto ocurría, Yasín era puesto en libertad a la larga, a menudo después de prolongadas manifestaciones de sus simpatizantes. El 13 de junio de 2003, unas fuentes israelíes anunciaron que Yasín «no es inmune», en referencia a la doctrina israelí del asesinato selectivo.
Tres meses después, el 6 de septiembre de 2003, un F-16 de la Fuerza Aérea de Israel (FAI) soltó una bomba de un cuarto de tonelada sobre un edificio de Gaza. Yasín estaba en el edificio en el momento del ataque y sufrió heridas leves durante el mismo. Posteriormente las autoridades israelíes confirmaron que Yasín era el objetivo de la operación. Fue atendido por las lesiones sufridas en el ataque en el Hospital Al-Shifa de Gaza.
Tras este atentado contra su persona, Yasín declaró ante reporteros que «Los días probarán que la política de asesinatos no acabará con Hamás. Los dirigentes de Hamás desean ser mártires y no les asusta la muerte. La yihad continuará y la resistencia continuará hasta que logremos la victoria o seamos mártires». Asimismo, afirmó que Hamás enseñaría a Israel una «lección inolvidable».

## Muerte
Yasín fue asesinado finalmente por Israel en una de sus denominadas «operaciones selectivas» el 22 de marzo de 2004; mientras salía de una sesión de oración de madrugada. Fue alcanzado por misiles disparados por helicópteros de ataque. Yasín murió en el acto, junto con otras siete personas. Además, más de una docena de personas resultaron heridas en el ataque, incluidos dos de sus hijos. El ataque formó parte de una represalia israelí contra los ataques por parte de Hamás. Ocurrió después de que Yasín proclamara que Hamás tendría más fuerza a causa de la débil respuesta de Israel.
Ismaíl Haniyeh, miembro de Hamás, comentó: «Éste es el momento que soñaba el jeque Yasín». El mando de Hamás declaró que Ariel Sharón ha «abierto las puertas del infierno».
Con excepción de Estados Unidos, la mayoría de los países condenaron firmemente la muerte de Yasín, criticando su carácter extrajudicial.

## Relación con Occidente
Jack Straw, entonces Ministro de Relaciones Exteriores británico, dijo: «Todos entendemos la necesidad de Israel de protegerse a sí misma —y su pleno derecho a hacerlo— contra el terrorismo que le afecta, dentro del derecho internacional. Pero lo que no tiene derecho es a recurrir a este tipo de homicidio y lo condenamos. Es inaceptable, injustificado y muy poco acertado para lograr sus objetivos». 
En respuesta a una pregunta sobre su muerte, el 23 de marzo de 2004 el presidente George W. Bush respondió: 

Por lo que respecta a Oriente Medio, es una región convulsa, y los ataques fueron graves. Es necesario centrarse y realizar un esfuerzo concertado de todas las partes para luchar contra el terror. Todo país tiene derecho a defenderse del terror. Israel tiene derecho a defenderse del terror. Y de hacerlo como lo hace. Espero que piense en las consecuencias para asegurarnos de que estamos en el camino hacia la paz.

John Negroponte, entonces embajador estadounidense en Irak, caracterizó a Yasín como «líder de una organización terrorista [...] que predica el odio, y que glorifica los atentados suicidas en autobuses, restaurantes y cafés».